# Abchazská literatura
Abchazská literatura je literární tvorba Abchazů. Jejím základem jsou folklórní tradice, epické báje, lyrika, přísloví a rčení, a významněji objevuje až od konce 19. století a na začátku 20. století,, tedy v době, kdy vznikaly nejrůznější abecední systémy pro abcházštinu. Abchazové s ostatními kavkazskými národy sdílí starobylé dílo Nartský epos o dávných mytických postavách, o pradávných dějinách i o popisu stvoření světa.

## Počátky
Za zakladatele moderní abchazské literatury se považuje spisovatel Dmitrij Gulija. Až do Velké říjnové revoluce v roce 1917 však byla abchazská literatura omezena pouze na několik poetických děl tohoto autora, sebraných z lidové tvorby, a na Abchazský slabikář (abch. Аԥсуа анбан; Apsua anban) a další knihy zaměřené na výuku spisovné formy tohoto jazyka (první abchazskou gramatiku sepsal v roce 1862 Pjotr Uslar). Dmitrij Gulija též v revolučním roce 1917 založil první abchazské noviny Apsny (Аԥсны), jež vycházely po celou dobu, kdy byla Abcházie součástí Gruzínské demokratické republiky, a jež byly po zřízení Socialistické sovětské republiky Abcházie přejmenovány na Rudá Abcházie (Аԥсны ҟаԥшь; Apsny qapš), a byly vydávány až do roku 1937.

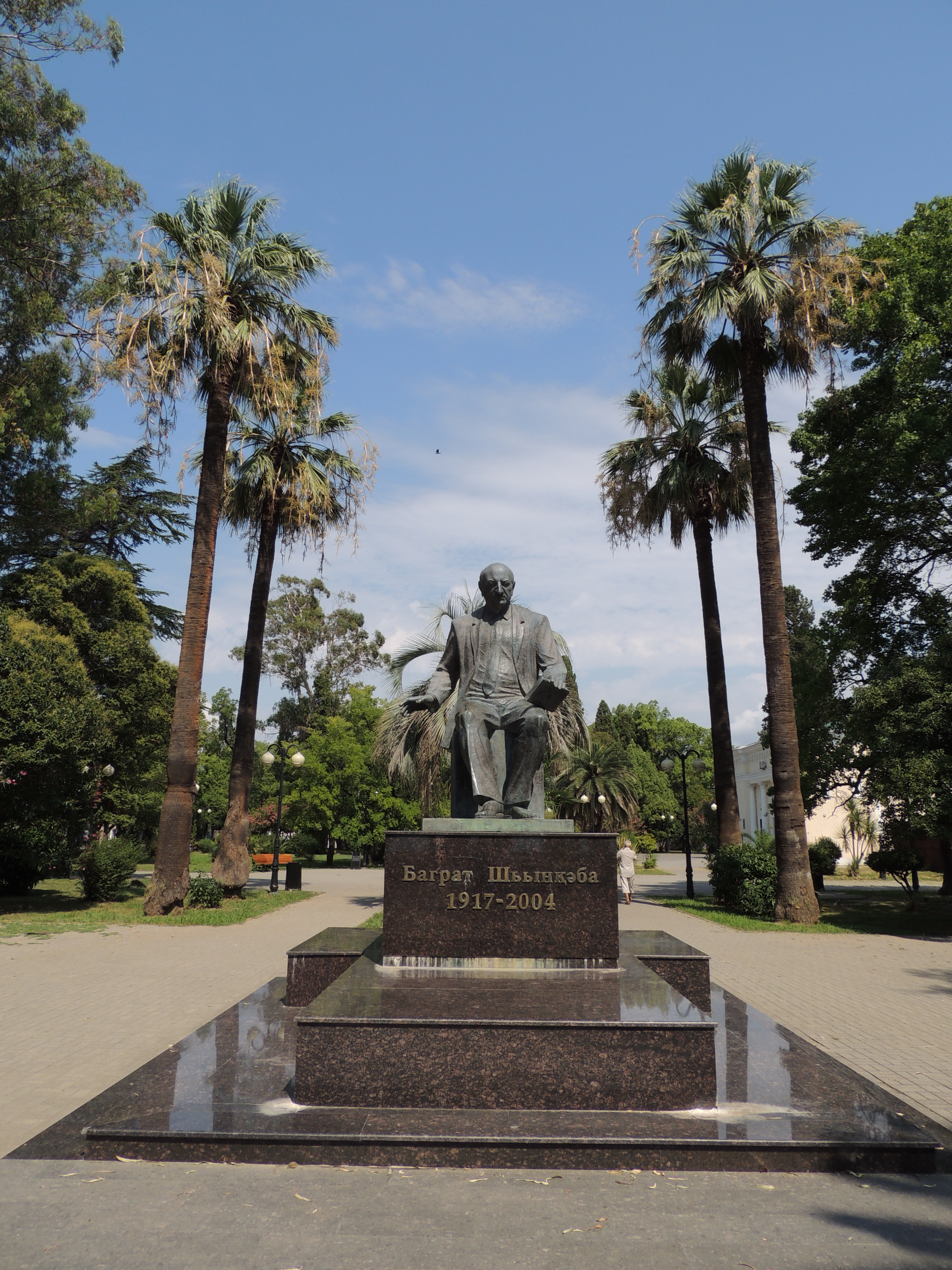
Pomník Bagrata Šinkuby v parku v Suchumi

Abchazská literatura v první polovině 20. století rozvíjela především historická témata a po nastolení sovětské moci se objevovala díla nejrůznějších žánrů. V té době vynikal šéfredaktor novin Rudá Abcházie Samson Čanba se svou poémou Dcera hor a prvním abchazsky sepsaným dramatem Amchadzyr a dalšími jako Mahadžirové (o vyhnancích po Kavkazské válce). Jua Kogonija sepsal další sbírky poezie v roce 1924 a psát začal i Mušni Chašba. Ve své práci pokračoval i Dmitrij Gulija se svým románem Pod cizí oblohou (rus. Под чужим небом) o rolníkovi, který se přiznal ke zločinu, který spáchal jeho kníže, a byl místo něj vypovězen na Sibiř.

## Rozvoj za sovětské éry
Jeden z nejvýznamnějších spisovatelů a jazykovědců Abcházie byl politik Bagrat Šinkuba, jenž své první básně uveřejnil už ve 30. letech 20. století a psal až do své smrti v roce 2004, především o historických tématech Abcházie a o sousedních národech. Mezi jeho nejvýznamnější dílo, jež bylo přeloženo do angličtiny i ruštiny, je jeho dějepisný román Poslední z odešedších (Последний из ушедших) líčí tragédii národa Ubychů, o jeho rozdělení v době „mahadžirstva“ následkem Kavkazské války v 19. století a o jeho postupném vymření. Mezi jeho další díla patří Píseň o skále, Čanta přijel, Rozseknutý kámen, Pohádka o rozmarném kůzleti a další. Ve druhé polovině 20. století se také objevila válečná tematika a život současného člověka. Rozvoj abchazské literatury však poznamenaly represe během, vlády Stalina ve 40. a 50. letech, kdy byly výuka jazyka na školách i jeho používání na veřejnosti zakázané.
Za nejvýznamnějšího abchazského spisovatele je považován Fazyl Abdulovič Iskander, jenž při psaní upřednostňoval sice ruštinu, ale věnoval se ve svých knihách motivům o běžném životě na Kavkaze. Zásluhou těchto děl se stal slavným v celém SSSR i v zahraničí. Jeho nejvýznamnější kniha je román Strejček Sandro z Čegemu, jenž vyšel i v českém jazyce a popisuje život ve smyšleném abchazském městě Muchus a ve smyšlené horské vesničce Čegem, kam Sandro jezdil za dědečkem na prázdniny, od počátku 20. století až do zhruba 70. let. Tento román patří do žánru magický realismus a někteří překladatelé Iskandera označovali za Gabriela Garcíu Márqueze Abcházie. Mezi další jeho díla patří Králíci a hroznýši, Zakázané ovoce nebo Strom dětství.